# Schmiedeberg (Saxe)
Pour les articles homonymes, voir Schmiedeberg.
Schmiedeberg  est une ancienne commune de Saxe (Allemagne), située dans l'arrondissement de Suisse-Saxonne-Monts-Métallifères-de-l'Est, dans le district de Dresde, incorporée à la ville de Dippoldiswalde en 2014.